# Мартинівка (Чортківський район)
Марти́нівка — село в Україні, у Трибухівській сільській громаді Чортківського району Тернопільської области. Розташоване на річці Стрипа, на півночі району.
До 2020 підпорядковане Пилявській сільраді. Раніше називалося Войтихівка. Утворилося з хуторів Іванівка (Янівка, раніше присілок с. Пилява) і Войтихівка.
Розташоване за 14 км від найближчої залізничної станції Бучач. Населення 307 осіб (2003).

## Історія
12 червня 2020 року, відповідно до розпорядження Кабінету Міністрів України № 724-р «Про визначення адміністративних центрів та затвердження територій територіальних громад Тернопільської області» увійшло до складу Трибухівської сільської громади.
19 липня 2020 року, в результаті адміністративно-територіальної реформи та ліквідації Бучацького району, увійшло до складу новоутвореного Чортківського району.

## Політика

### Парламентські вибори, 2019
На позачергових парламентських виборах 2019 року у селі функціонувала окрема виборча дільниця № 610179, розташована у приміщенні клубу.
Результати
- зареєстровано 215 виборців, явка 76,28%, найбільше голосів віддано за «Слугу народу» — 31,10%, за Всеукраїнське об'єднання «Батьківщина» — 13,41%, за «Голос» і Радикальну партію Олега Ляшка — по 10,98%.[3] В одномандатному окрузі найбільше голосів отримав Микола Люшняк (самовисування) — 31,71%, за Ігоря Сопеля (Слуга народу) — 18,90%, за Володимира Бліхаря (Всеукраїнське об'єднання «Батьківщина») — 11,59%[4].

## Соціальна сфера
Діє бібліотека.

## Пам'ятки
- церква Різдва Пресвятої Богородиці (1930, мурована, ПЦУ),
- римсько-католицька каплиця (1934).

## Галерея

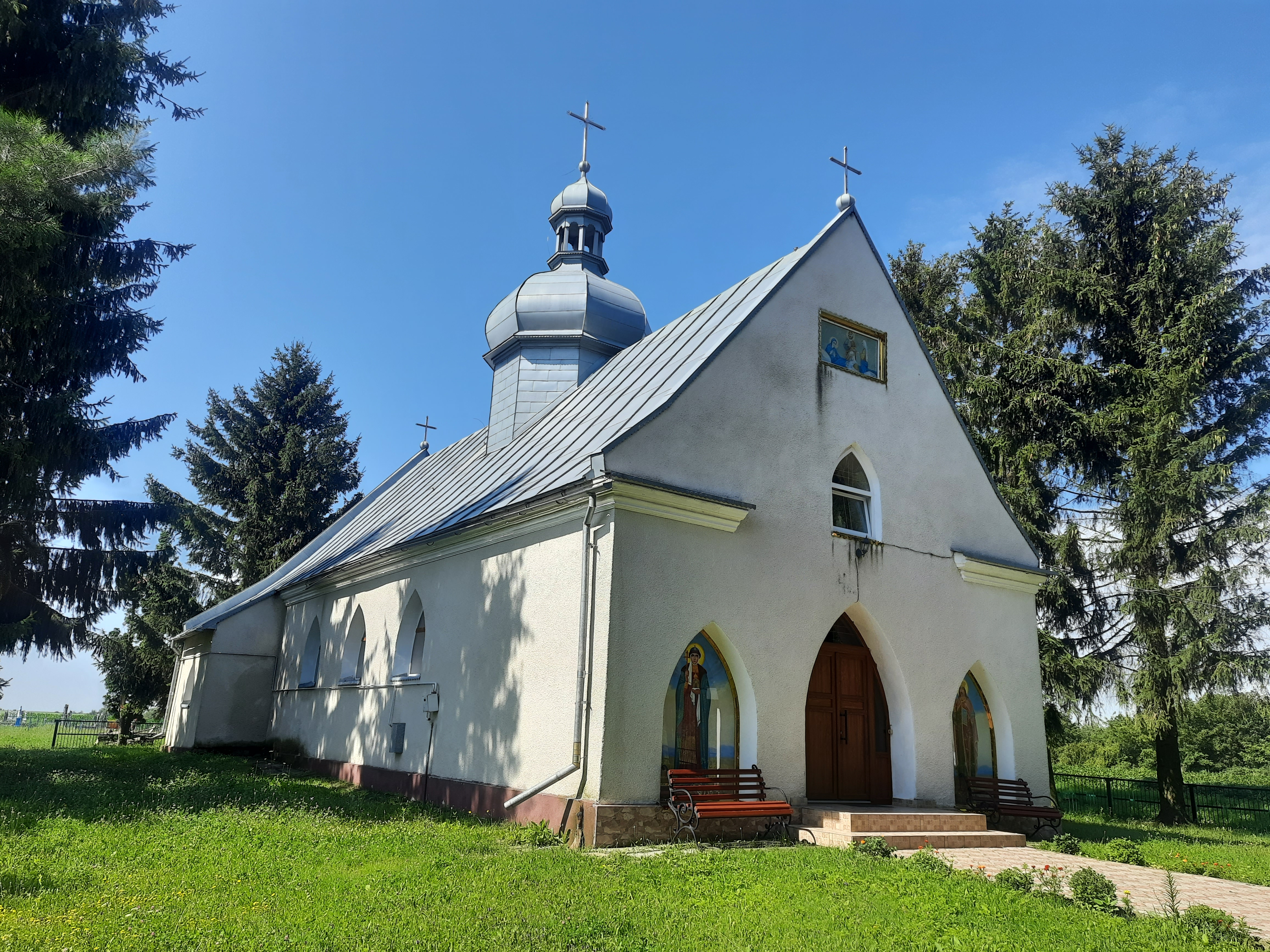
Церква Різдва Пресвятої Богородиці
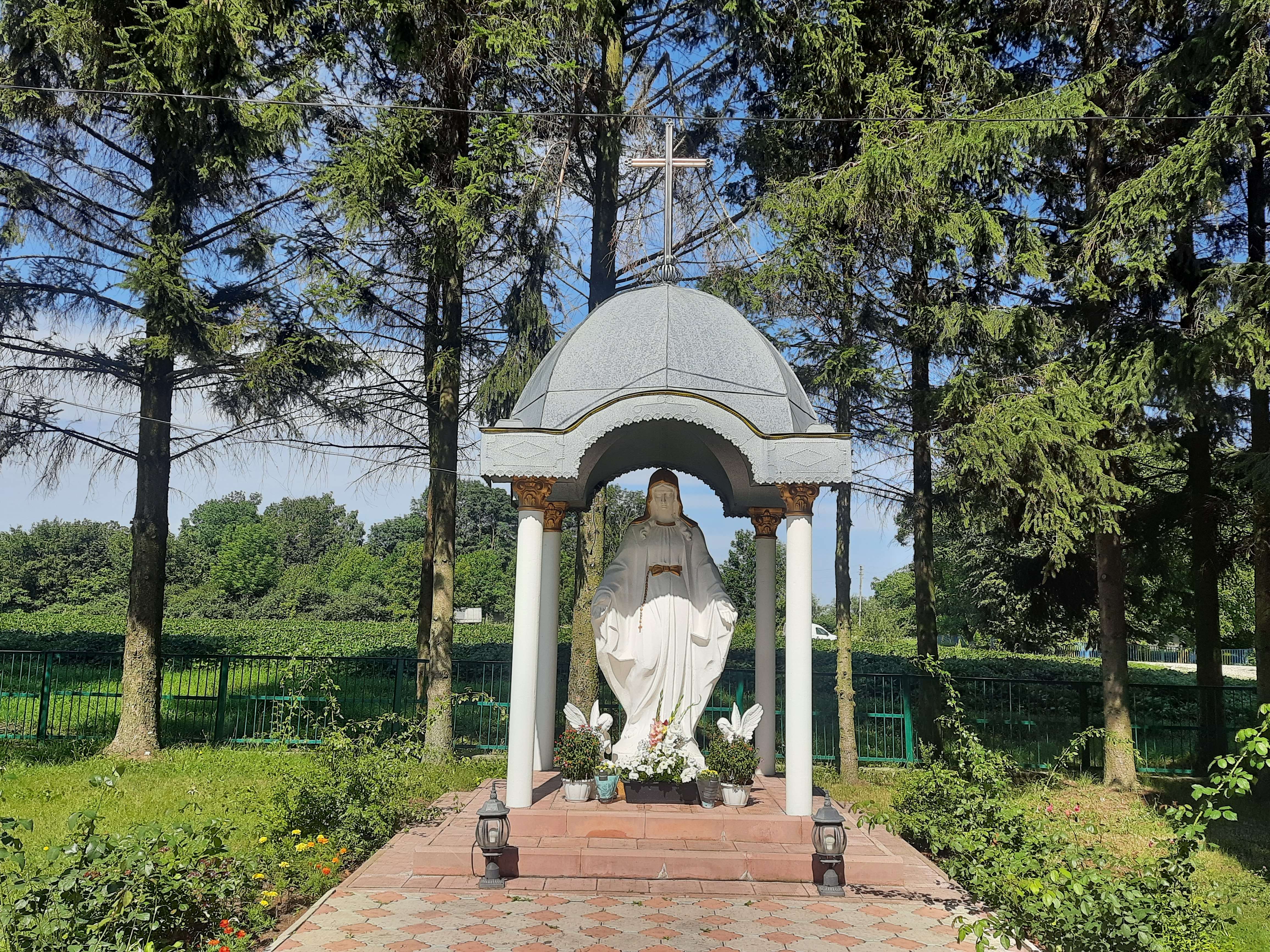
Статуя Божої Матері
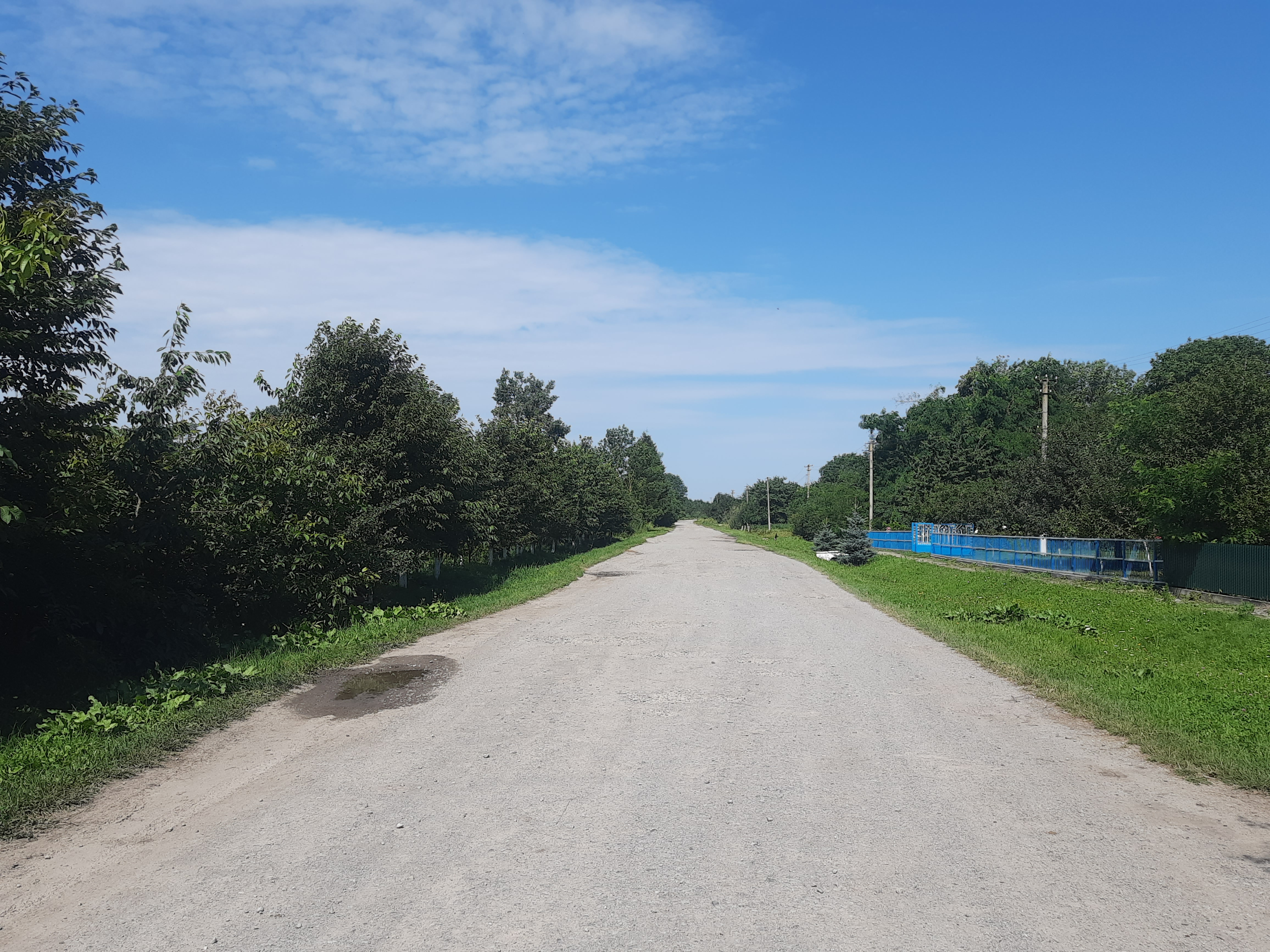
Сільська дорога
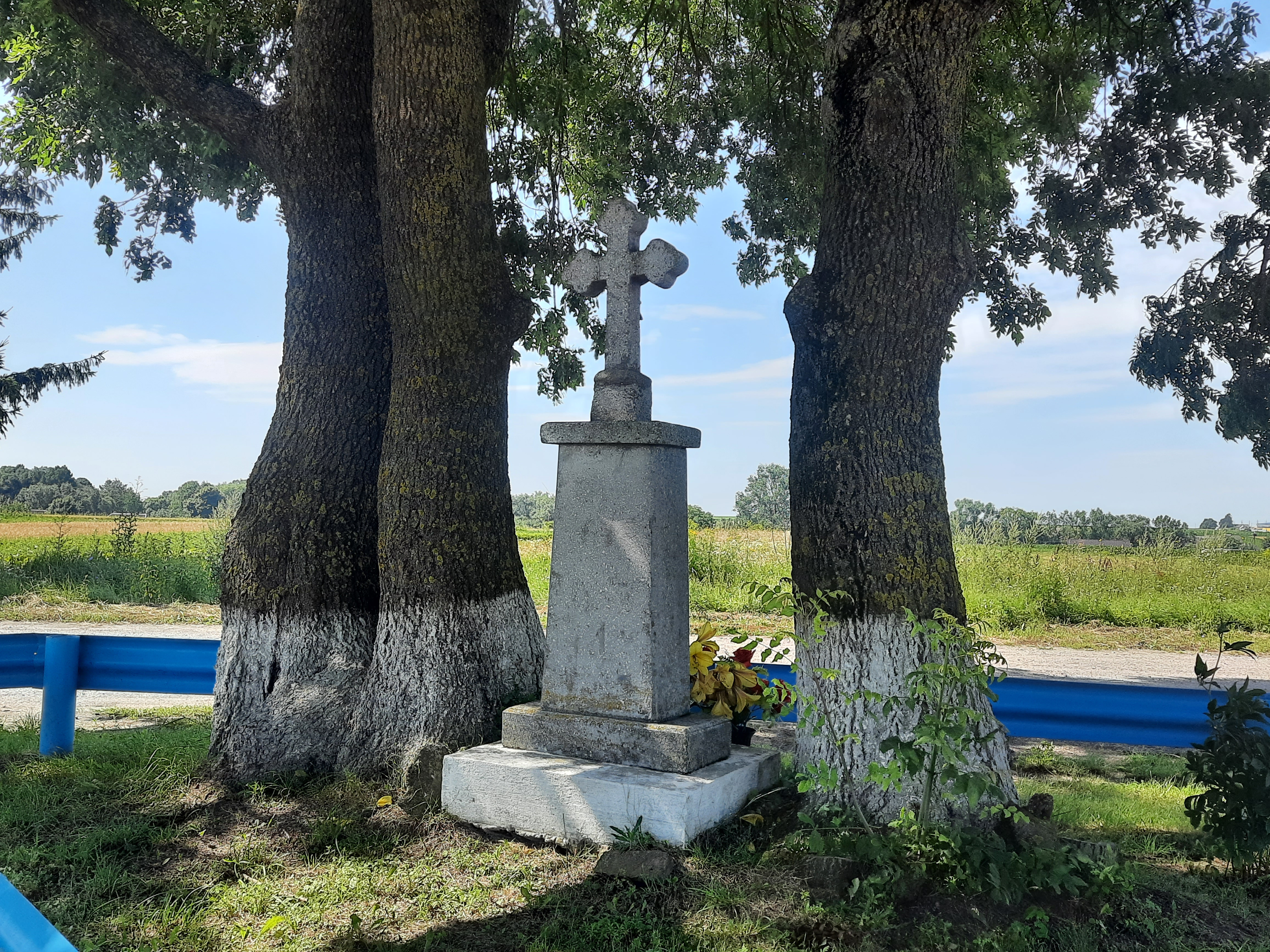
Пам'ятний хрест на околиці села
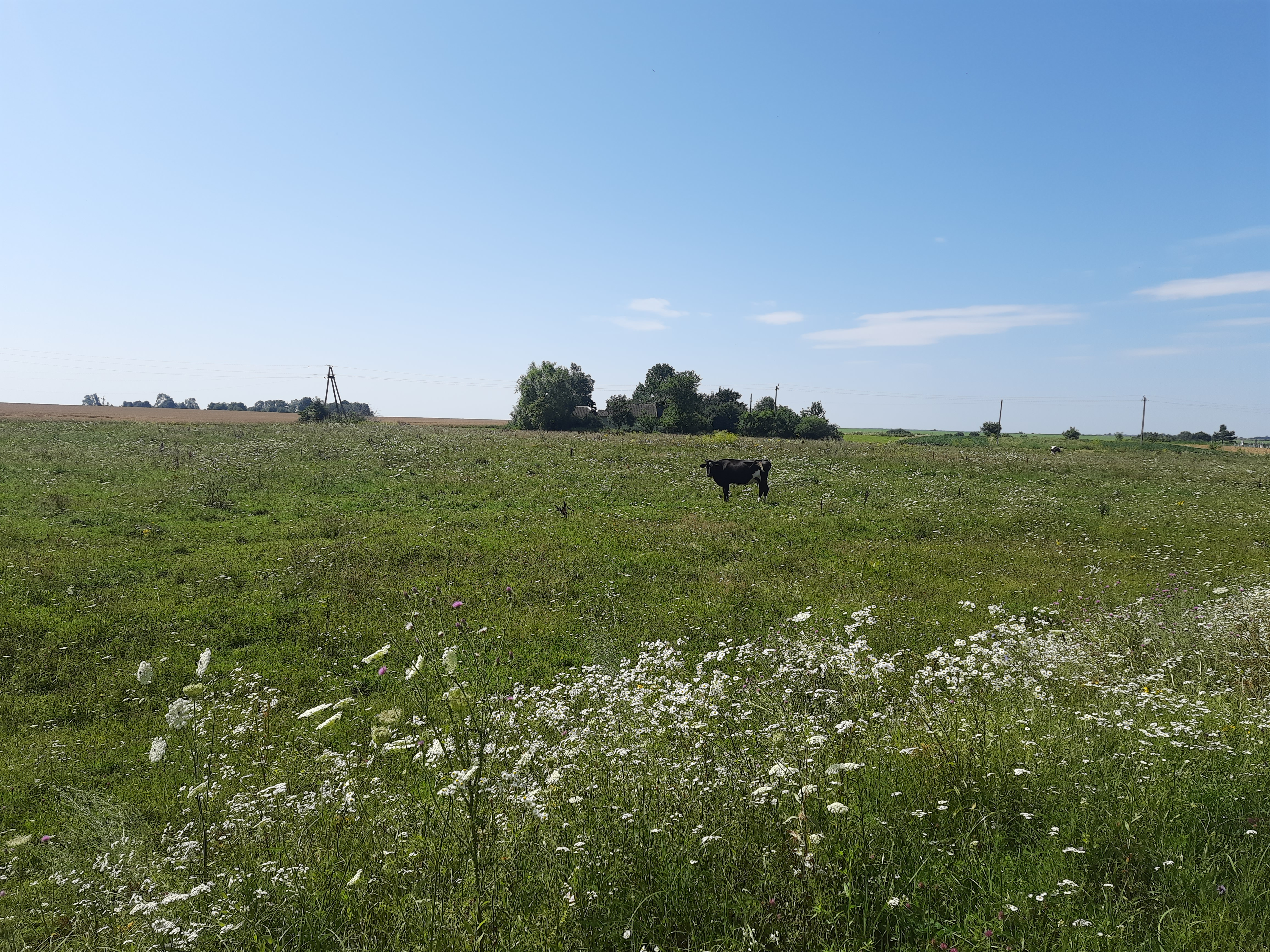
Краєвид біля села